# Elena (obwód Chaskowo)
Elena (bułg. Елена) – wieś w południowej Bułgarii, w obwodzie Chaskowo, w gminie Chaskowo. Według danych Narodowego Instytutu Statystycznego w Bułgarii, 31 grudnia 2011 roku wieś liczyła 447 mieszkańców.
Wieś położona 20 km od Charmanli i 28 km od Chaskowa.
W Elenie znajdują się ślady osadnictwa plemion trackich.